# Щеглов, Николай Тихонович
Николай Тихонович Щеглов (1800—1870/1871) — российский педагог, автор учебников по арифметике, физике, химии и другим предметам.

## Биография
Родился в Тульской губернии в 1800 году. 
Учился в Тульской духовной семинарии, затем поступил в Главный педагогический институт, после преобразования которого оказался на физико-математическом факультете Санкт-Петербургского университета. После окончания университета в 1823 году с серебряной медалью и званием кандидата, он был оставлен в университете преподавателем («для исполнения должности магистра») начертательной геометрии (до 1830) и физики; преподавал также химию (1825—1831); в 1829 году утверждён адъюнкт-профессором. В 1825—1830 годах преподавал физику и химию в университетском Благородном пансионе.
Читал лекции в университете до 1840 года и, одновременно, преподавал физику в 1-й Санкт-Петербургской гимназии (1831—1832), Пажеском корпусе (1830—1836). В 1831—1836 годах онпреподавал физику в Горном кадетском корпусе (с 1834 — Корпус горных инженеров). С 1836 года преподавал в Царскосельском лицее, где в 1839 году был утверждён профессором, а затем, уже в Александровском лицее — с 1848 года имел звание заслуженного профессора.
Умер, по сведению Биографического словаря А. А. Половцова 31 декабря 1870 (12 января 1871) года; Петербургский некрополь даёт сведения о статском советнике Николае Тихоновиче Щеглове, похороненном на Митрофаниевском кладбище, дата смерти которого — 29 ноября (11 декабря) 1870 года.
Написал и издал «Арифметику» (СПб., 1832—1866, 12 изданий); «Начальные основания физики» (СПб., 1834; 2-е изд., 1838—1839; 3-е изд., 1845; продолжение 2 части «Метеорология», 1846); «Начальные основания алгебры» (СПб., 1853—1857); «Краткая химия» (СПб., 1841); «Таблицы Бригговых логарифмов» (1856).